# Shun’ei Izumikawa
| Entdeckte Asteroiden: 2             | Entdeckte Asteroiden: 2 | Entdeckte Asteroiden: 2 |
| ----------------------------------- | ----------------------- | ----------------------- |
| Nummer und Name                     | Entdeckungsdatum        |                         |
| (5239) Reiki                        | 14. November 1990       |                         |
| (27748) Vivianhoette                | 9. Januar 1991          |                         |
| - alle zusammen mit Osamu Muramatsu |                         |                         |

Shun’ei Izumikawa (jap. 泉川 俊英, Izumikawa Shun’ei) (* 20. Jahrhundert) ist ein japanischer Astronom und Asteroidenentdecker.
Er entdeckte gemeinsam mit Osamu Muramatsu zwischen 1990 und 1991 an der Yatsugatake-Kobuchizawa-Sternwarte insgesamt zwei Asteroiden.